# 고소 공포증

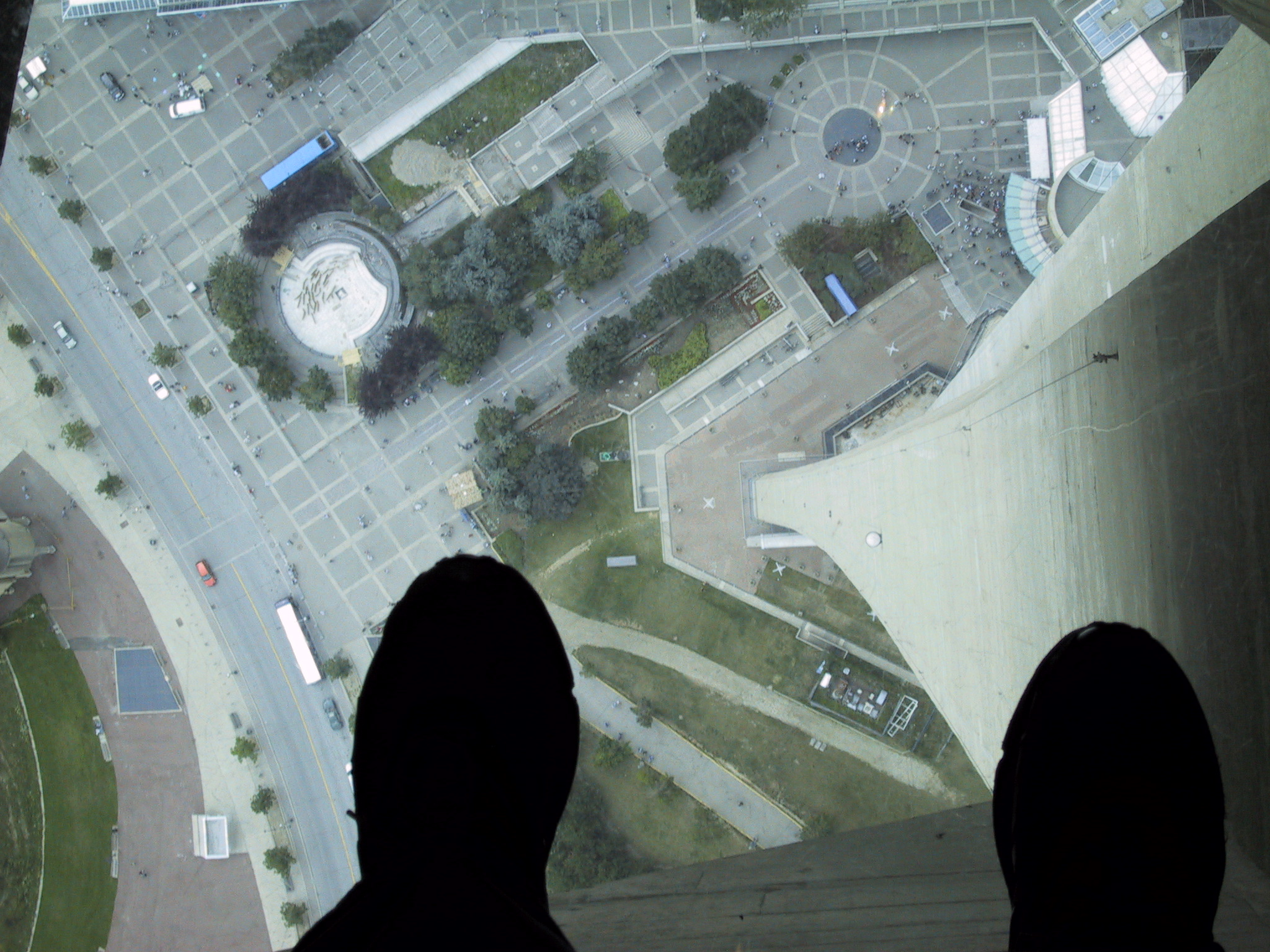

고소 공포증(高所恐怖症, acrophobia)는 높은 장소에서 비정상적으로 심리적인 불안감과 공포를 느끼는 상태를 말한다.

## 증상과 원인
공포증의 한 형태로, 높은 곳에 올라가기를 꺼리고 추락의 두려움을 느낀다. 이러한 불안이 공포에까지 이르는 상태가 고소 공포증이다. 이 증세 외에 다른 증세는 없는데, 일반적으로 사회생활에서 큰 지장은 없어 공포증이라기보다는 버릇이나 성격으로 여겨진다. 하지만 심각한 경우에는 약간의 높이에도 어지럽고 호흡곤란이 올 수도 있다. 심리적요인이나 스트레스로 인해 나타나는 것으로 보인다.

## 진단 기준
특별히 고소 공포증에 대한 진단기준은 없으나 특정대상에 대한 공포증(특정공포증)에 대한 진단기준은 있다. 이 기준에 부합될 경우 공포증이라 임상적으로 진단하고 정신과적인 처방을 받을 수 있다. 진단기준은 다음과 같다.
1. 특정한 대상이나 상황의 존재 혹은 예기에 의해 촉발되는 현저하고 지속적인, 과도하거나 비합리적인 공포.
2. 공포자극에 노출된면 거의 예외 없이 즉각적인 불안반응을 일으키며, 상황에 의해 반드시 나타나거나 상황에 의해 나타나기가 더 쉬어지는 공황발작의 형태를 취할 수 있다.(어린이에게는 불안이 울음, 떼쓰는 것, 얼어붙는 것, 밀착하는 것으로 나타난다)
3. 공포가 과도하고 비합리적이라는 것을 자신이 알고 있다.
4. 공포상황을 회피하거나 심한 불안이나 고통을 느끼며 인내한다.
5. 회피, 불안한 예기, 두려워하는 상황에서 고통으로 인해 그 사람의 정상적인 일상, 직업적기능, 또는 사회적 활동이나 사회적 관계가 현저한 방해를 받거나 혹은 공포증이 있는 것에 대해 현저한 불편감이 있다.
6. 18세 미만의 사람에서는 기간이 적어도 6개월 이상이어야 한다.
7. 특정 대상이나 상황과 연관된 불안, 공황발작, 공포에의한 회피반응이 강박성 장애, 외상후 스트레스 장애 또는 이별불안장애, 사회공포증, 광장공포증을 동반한 공황장애, 공황장애의 병력이 없는 광장공포증 같은 다른 정신장애로 더 적적하게 설명되어서는 안 된다.

## 치료
공포증의 치료는 공포의 대상을 정확히 파악하는 것이 매우 중요하다. 심각할 경우 일시적인 증상완화를 위해 약물치료를 하게 되며, 공포상황에 노출되기 전에 미리 약물을 투여할 수도 있다. 약물치료 외에 공포증에서는 행동치료, 인지치료, 정신분석치료의 방법이 있다. 행동치료는 가장 많이 연구되어 발달된 치료법으로서 공포의 대상(높은 곳)을 스스로 결정한 정도에 따라 순서대로 경험하는 것과 처음부터 공포대상을 노출시키는 것의 두가지 방법이 있다. 하지만 처음부터 노출의 정도가 너무 강하면 공포증은 악화될 수 있어 무리가 있다. 행동치료는 근육이완법이나 항불안제 투여와 병행하는 경우가 많다. 인지치료는 비정상적으로 공포를 느낄 필요가 없다는 것을 인지시켜주는 방법이다. 프로그램에 따라 인지분석과 인지의 재구성이 이루어지면 행동치료, 근육이완법, 항불안제 투어도 병행된다. 이것을 공포증 환자에게 실습하고 기록하게 하여 자신이 깨닫게 한다. 정신분석치료는 환자의 성격, 인격적특성 및 과거력 등을 모두 검토하여 통찰을 얻게 하는 치료법으로 치료대상이 제한될 뿐만 아니라 통찰을 얻었다고 해도 공포증상이 나아지지 않을 수 있다. 그러나 공포증 극복의 의지를 심어줄 수 있는 공포증의 근원이나 자신의 행동의 의미, 공포에 대처하는 방법 등을 알게 할 수 있기 때문에 도움이 된다. 가족치료나 지지치료, 최면술 등이 같이 사용되기도 한다.

## 같이 보기
- 순응
- 공포증 목록